# 사계절의 상인
《사계절의 상인》(독일어: Händler der vier Jahreszeiten)은 1971년 제작된 서독의 드라마 영화이다. 라이너 베르너 파스빈더가 감독·제작·각본을 맡았다.